# Olof Hult (läkare)
Olof Torgny Hult, född den 2 december 1868 i Stockholm, död där den 22 maj 1958, var en svensk läkare och medicinhistoriker.
Hult, som var son till rektor H.F. Hult och Maria, född Hedman, blev medicine licentiat i Stockholm 1899 och medicine doktor 1914 med avhandlingen Forschungen über das Auftreten des Typhus recurrens in Schweden. Han blev docent i epidemiografi vid Karolinska institutet 1916 och livmedikus 1921. Hult fick professors namn 1934. Han tillhörde grundarna av Svenska Linnésällskapet 1917. Hult utgav bland annat Pesten i Sverige 1710 (1916) och Vilhelm Lemnius och Benedictus Olai, lifmedici hos Erik XIV och Johan III (1918).